# SSK Mengeš
SSK Mengeš – słoweński klub narciarski z miasta Mengeš.
Klub zrzesza skoczków narciarskich. Został założony w 1996 roku. Do zawodników klubu należą m.in. Rok Benkovič, Anže Lanišek, Matjaž Pungertar, Nik Bergant Smerajc, Leon Šarc i Taj Ekart. Pod opieką klubu znajdują się skocznie narciarskie K-15, K-20 i K-30 w Mengeš.